# 冀鲁豫1944年夏季战役
冀鲁豫1944年夏季战役，中国亦称冀鲁豫1944年夏季攻势，是中国抗日战争中，中日双方发生的战役。